# Oregon Route 46

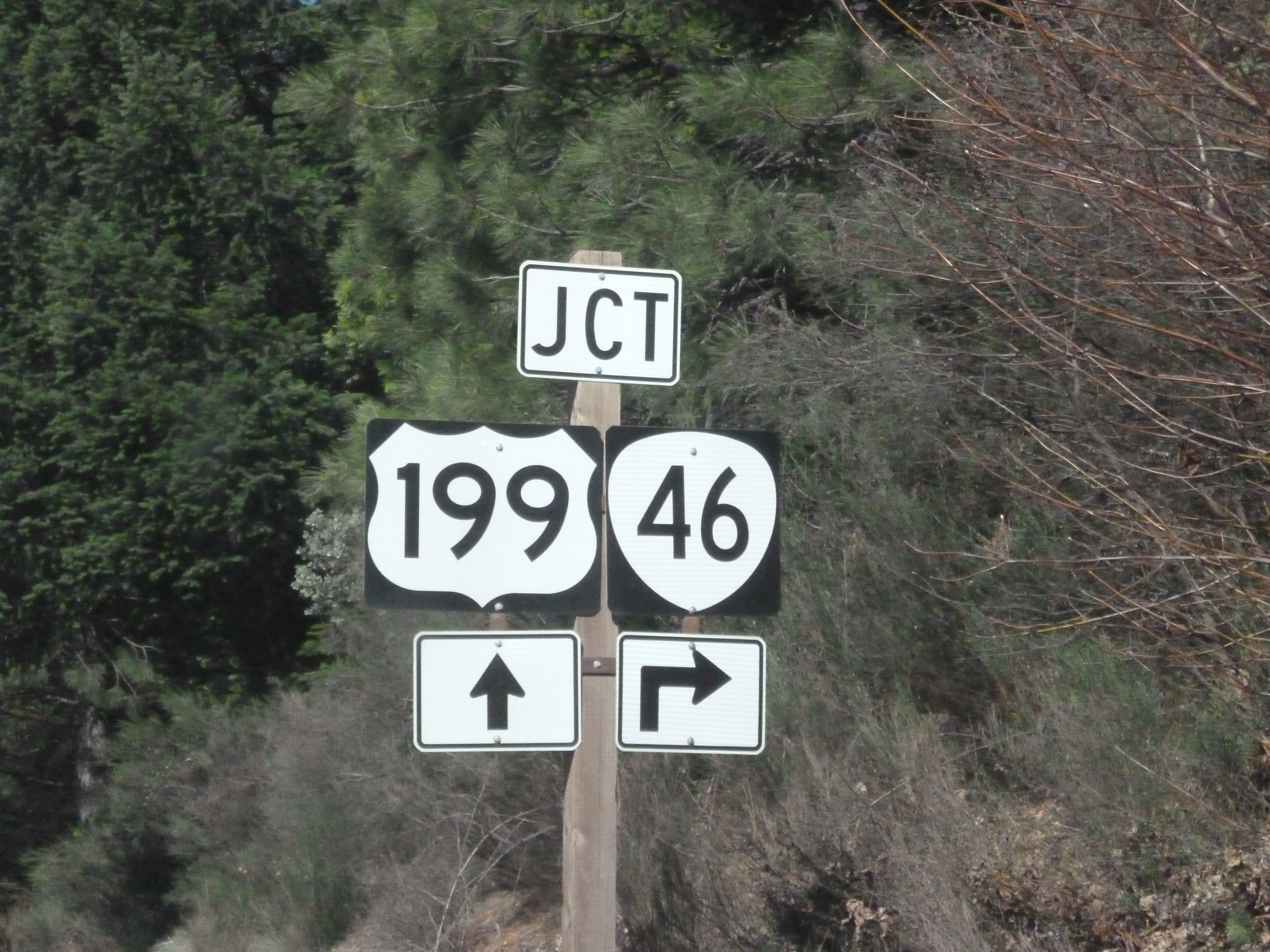
A US 199 és az OR 46 kereszteződését jelző tábla

Az Oregon Route 46 (OR-46) oregoni állami országút, amely kelet–nyugati irányban a U.S. Route 199 Cave Junction-i elágazásától az Oregoni-márványbarlangrendszerig halad.
A szakasz Oregon Caves Highway No. 38 néven is ismert.

## Leírás
A szakasz Cave Junctionnél ágazik le a 199-es szövetségi útról délkeleti irányban, majd a Grayback-hegy mögött kanyarogva éri el az emlékhelyet.